# 郑重 (1919年)
郑重（1919年—2002年1月3日），原名郑金明，男，浙江兰溪人，中国政治人物。曾任农业部副部长、国务院农村发展研究中心副主任。

## 生平
1919年出生于浙江省兰溪县，1939年赴延安参加革命工作，1942年加入中国共产党。历任沈阳北陵区科长、陈相屯区区长，中共沈抚联合县委员会宣传部部长，新宾县县长，辽东省农业厅副厅长，中共中央农村工作部一处副处长、处长，国务院农林办公室副组长、组长，农林部农业组组长、农业局局长，农业部副部长、党组成员，国务院农村发展研究中心副主任、顾问等职，1995年离休。离休后担任中国村社发展促进会会长、中国农业历史学会会长、中国农业政策研究会副会长等职。主持编撰《中国农业通史》等书籍。2002年1月3日在北京逝世。